# Hémangiopéricytome
 Mise en garde médicale
L'hémangiopéricytome est une tumeur maligne vasculaire rare (sarcome des tissus mous). Il se présente comme une masse de croissance insidieuse, et peut concerner tous les tissus mous du corps. Il existe des formes pédiatriques et des formes de l'adulte.